# 8. etape af Giro d'Italia 2021
8. etape af Giro d'Italia 2021 er en 173 km lang middel bjergetape, som køres den 15. maj 2021 med start i Foggia og mål i Guardia Sanframondi.

## Resultater

### Etaperesultat
| \| Etaperesultat \| Etaperesultat \| Etaperesultat \| Etaperesultat \| Etaperesultat \| \| Rytter \| Rytter \| Hold \| Tid \| \| \| ------------- \| ------------------ \| --------------------- \| ------------- \| ------------- \| \| 1. \| Victor Lafay \| Cofidis \| 4t 06' 47" \| \| \| 2. \| Francesco Gavazzi \| Eolo-Kometa \| + 36" \| \| \| 3. \| Nikias Arndt \| Team DSM \| + 37" \| \| \| 4. \| Nelson Oliveira \| Movistar Team \| + 41" \| \| \| 5. \| Giovanni Carboni \| Bardiani CSF Faizanè \| + 44" \| \| \| 6. \| Kobe Goossens \| Lotto-Soudal \| + 58" \| \| \| 7. \| Victor Campenaerts \| Qhubeka Assos \| + 1' 00" \| \| \| 8. \| Alexis Gougeard \| AG2R Citroën Team \| + 1' 54" \| \| \| 9. \| Fernando Gaviria \| UAE Team Emirates \| + 3' 04" \| \| \| 10. \| João Almeida \| Deceuninck-Quick Step \| + 4' 48" \| \| |                    |                       |            |
| |                    |                       |            |
| Kilde: ProCyclingStats |                    |                       |            |
| Etaperesultat |                    |                       |            |
| Rytter | Rytter             | Hold                  | Tid        |
| 1. | Victor Lafay       | Cofidis               | 4t 06' 47" |
| 2. | Francesco Gavazzi  | Eolo-Kometa           | + 36"      |
| 3. | Nikias Arndt       | Team DSM              | + 37"      |
| 4. | Nelson Oliveira    | Movistar Team         | + 41"      |
| 5. | Giovanni Carboni   | Bardiani CSF Faizanè  | + 44"      |
| 6. | Kobe Goossens      | Lotto-Soudal          | + 58"      |
| 7. | Victor Campenaerts | Qhubeka Assos         | + 1' 00"   |
| 8. | Alexis Gougeard    | AG2R Citroën Team     | + 1' 54"   |
| 9. | Fernando Gaviria   | UAE Team Emirates     | + 3' 04"   |
| 10. | João Almeida       | Deceuninck-Quick Step | + 4' 48"   |

### Klassement efter etapen
| \| Samlede stilling \| Samlede stilling \| Samlede stilling \| Samlede stilling \| Samlede stilling \| \| Rytter \| Rytter \| Hold \| Tid \| \| \| ---------------- \| ---------------- \| ---------------------- \| ---------------- \| ---------------- \| \| 1. \| Attila Valter \| Groupama-FDJ \| 31t 10' 53" \| \| \| 2. \| Remco Evenepoel \| Deceuninck-Quick Step \| + 11" \| \| \| 3. \| Egan Bernal \| Ineos Grenadiers \| + 16" \| \| \| 4. \| Aleksandr Vlasov \| Astana-Premier Tech \| + 24" \| \| \| 5. \| Hugh Carthy \| EF Education-Nippo \| + 38" \| \| \| 6. \| Damiano Caruso \| Bahrain Victorious \| + 39" \| \| \| 7. \| Giulio Ciccone \| Trek-Segafredo \| + 41" \| \| \| 8. \| Daniel Martin \| Israel Start-Up Nation \| + 47" \| \| \| 9. \| Simon Yates \| BikeExchange \| + 49" \| \| \| 10. \| Louis Vervaeke \| Alpecin-Fenix \| + 50" \| \| |                  |                        |             |
| |                  |                        |             |
| Kilde: ProCyclingStats |                  |                        |             |
| Samlede stilling |                  |                        |             |
| Rytter | Rytter           | Hold                   | Tid         |
| 1. | Attila Valter    | Groupama-FDJ           | 31t 10' 53" |
| 2. | Remco Evenepoel  | Deceuninck-Quick Step  | + 11"       |
| 3. | Egan Bernal      | Ineos Grenadiers       | + 16"       |
| 4. | Aleksandr Vlasov | Astana-Premier Tech    | + 24"       |
| 5. | Hugh Carthy      | EF Education-Nippo     | + 38"       |
| 6. | Damiano Caruso   | Bahrain Victorious     | + 39"       |
| 7. | Giulio Ciccone   | Trek-Segafredo         | + 41"       |
| 8. | Daniel Martin    | Israel Start-Up Nation | + 47"       |
| 9. | Simon Yates      | BikeExchange           | + 49"       |
| 10. | Louis Vervaeke   | Alpecin-Fenix          | + 50"       |

| Pointkonkurrence | Pointkonkurrence  | Pointkonkurrence            | Pointkonkurrence | Pointkonkurrence |
| Rytter           | Rytter            | Hold                        | Point            |                  |
| ---------------- | ----------------- | --------------------------- | ---------------- | ---------------- |
| 1.               | Tim Merlier       | Alpecin-Fenix               | 83 point         |                  |
| 2.               | Giacomo Nizzolo   | Qhubeka Assos               | 76 point         |                  |
| 3.               | Elia Viviani      | Cofidis                     | 69 point         |                  |
| 4.               | Davide Cimolai    | Israel Start-Up Nation      | 66 point         |                  |
| 5.               | Peter Sagan       | Bora-Hansgrohe              | 57 point         |                  |
| 6.               | Fernando Gaviria  | UAE Team Emirates           | 56 point         |                  |
| 7.               | Matteo Moschetti  | Trek-Segafredo              | 42 point         |                  |
| 8.               | Filippo Tagliani  | Androni Giocattoli-Sidermec | 39 point         |                  |
| 9.               | Filippo Fiorelli  | Bardiani CSF Faizanè        | 39 point         |                  |
| 10.              | Dylan Groenewegen | Jumbo-Visma                 | 36 point         |                  |

| Pointkonkurrence | Pointkonkurrence  | Pointkonkurrence            | Pointkonkurrence | Pointkonkurrence |
| Rytter           | Rytter            | Hold                        | Point            |                  |
| ---------------- | ----------------- | --------------------------- | ---------------- | ---------------- |
| 1.               | Tim Merlier       | Alpecin-Fenix               | 83 point         |                  |
| 2.               | Giacomo Nizzolo   | Qhubeka Assos               | 76 point         |                  |
| 3.               | Elia Viviani      | Cofidis                     | 69 point         |                  |
| 4.               | Davide Cimolai    | Israel Start-Up Nation      | 66 point         |                  |
| 5.               | Peter Sagan       | Bora-Hansgrohe              | 57 point         |                  |
| 6.               | Fernando Gaviria  | UAE Team Emirates           | 56 point         |                  |
| 7.               | Matteo Moschetti  | Trek-Segafredo              | 42 point         |                  |
| 8.               | Filippo Tagliani  | Androni Giocattoli-Sidermec | 39 point         |                  |
| 9.               | Filippo Fiorelli  | Bardiani CSF Faizanè        | 39 point         |                  |
| 10.              | Dylan Groenewegen | Jumbo-Visma                 | 36 point         |                  |

| Bjergkonkurrence | Bjergkonkurrence     | Bjergkonkurrence                   | Bjergkonkurrence | Bjergkonkurrence |
| Rytter           | Rytter               | Hold                               | Point            |                  |
| ---------------- | -------------------- | ---------------------------------- | ---------------- | ---------------- |
| 1.               | Gino Mäder           | Bahrain Victorious                 | 26 point         |                  |
| 2.               | Geoffrey Bouchard    | AG2R Citroën Team                  | 18 point         |                  |
| 3.               | Kobe Goossens        | Lotto-Soudal                       | 18 point         |                  |
| 4.               | Francesco Gavazzi    | Eolo-Kometa                        | 17 point         |                  |
| 5.               | Vincenzo Albanese    | Eolo-Kometa                        | 16 point         |                  |
| 6.               | Rein Taaramäe        | Intermarché-Wanty-Gobert Matériaux | 13 point         |                  |
| 7.               | Matej Mohorič        | Bahrain Victorious                 | 10 point         |                  |
| 8.               | Alessandro De Marchi | Israel Start-Up Nation             | 10 point         |                  |
| 9.               | Simon Pellaud        | Androni Giocattoli-Sidermec        | 9 point          |                  |
| 10.              | Nikias Arndt         | Team DSM                           | 9 point          |                  |

| Bjergkonkurrence | Bjergkonkurrence     | Bjergkonkurrence                   | Bjergkonkurrence | Bjergkonkurrence |
| Rytter           | Rytter               | Hold                               | Point            |                  |
| ---------------- | -------------------- | ---------------------------------- | ---------------- | ---------------- |
| 1.               | Gino Mäder           | Bahrain Victorious                 | 26 point         |                  |
| 2.               | Geoffrey Bouchard    | AG2R Citroën Team                  | 18 point         |                  |
| 3.               | Kobe Goossens        | Lotto-Soudal                       | 18 point         |                  |
| 4.               | Francesco Gavazzi    | Eolo-Kometa                        | 17 point         |                  |
| 5.               | Vincenzo Albanese    | Eolo-Kometa                        | 16 point         |                  |
| 6.               | Rein Taaramäe        | Intermarché-Wanty-Gobert Matériaux | 13 point         |                  |
| 7.               | Matej Mohorič        | Bahrain Victorious                 | 10 point         |                  |
| 8.               | Alessandro De Marchi | Israel Start-Up Nation             | 10 point         |                  |
| 9.               | Simon Pellaud        | Androni Giocattoli-Sidermec        | 9 point          |                  |
| 10.              | Nikias Arndt         | Team DSM                           | 9 point          |                  |

| Ungdomskonkurrence | Ungdomskonkurrence | Ungdomskonkurrence    | Ungdomskonkurrence | Ungdomskonkurrence |
| Rytter             | Rytter             | Hold                  | Tid                |                    |
| ------------------ | ------------------ | --------------------- | ------------------ | ------------------ |
| 1.                 | Attila Valter      | Groupama-FDJ          | 31t 10' 53"        |                    |
| 2.                 | Remco Evenepoel    | Deceuninck-Quick Step | + 11"              |                    |
| 3.                 | Egan Bernal        | Ineos Grenadiers      | + 16"              |                    |
| 4.                 | Aleksandr Vlasov   | Astana-Premier Tech   | + 24"              |                    |
| 5.                 | Daniel Martínez    | Ineos Grenadiers      | + 1' 06"           |                    |
| 6.                 | Tobias Foss        | Jumbo-Visma           | + 1' 53"           |                    |
| 7.                 | Jai Hindley        | Team DSM              | + 3' 40"           |                    |
| 8.                 | Gino Mäder         | Bahrain Victorious    | + 4' 44"           |                    |
| 9.                 | João Almeida       | Deceuninck-Quick Step | + 4' 49"           |                    |
| 10.                | Harold Tejada      | Astana-Premier Tech   | + 5' 13"           |                    |

| Ungdomskonkurrence | Ungdomskonkurrence | Ungdomskonkurrence    | Ungdomskonkurrence | Ungdomskonkurrence |
| Rytter             | Rytter             | Hold                  | Tid                |                    |
| ------------------ | ------------------ | --------------------- | ------------------ | ------------------ |
| 1.                 | Attila Valter      | Groupama-FDJ          | 31t 10' 53"        |                    |
| 2.                 | Remco Evenepoel    | Deceuninck-Quick Step | + 11"              |                    |
| 3.                 | Egan Bernal        | Ineos Grenadiers      | + 16"              |                    |
| 4.                 | Aleksandr Vlasov   | Astana-Premier Tech   | + 24"              |                    |
| 5.                 | Daniel Martínez    | Ineos Grenadiers      | + 1' 06"           |                    |
| 6.                 | Tobias Foss        | Jumbo-Visma           | + 1' 53"           |                    |
| 7.                 | Jai Hindley        | Team DSM              | + 3' 40"           |                    |
| 8.                 | Gino Mäder         | Bahrain Victorious    | + 4' 44"           |                    |
| 9.                 | João Almeida       | Deceuninck-Quick Step | + 4' 49"           |                    |
| 10.                | Harold Tejada      | Astana-Premier Tech   | + 5' 13"           |                    |

| Holdkonkurrence | Holdkonkurrence       | Holdkonkurrence | Holdkonkurrence |
| Hold            | Hold                  | Tid             |                 |
| --------------- | --------------------- | --------------- | --------------- |
| 1.              | Ineos Grenadiers      | 93t 35' 22"     |                 |
| 2.              | Bahrain Victorious    | + 1' 05"        |                 |
| 3.              | Team BikeExchange     | + 2' 15"        |                 |
| 4.              | Trek-Segafredo        | + 3' 59"        |                 |
| 5.              | Deceuninck-Quick Step | + 5' 08"        |                 |
| 6.              | Team DSM              | + 8' 16"        |                 |
| 7.              | EF Education-Nippo    | + 9' 32"        |                 |
| 8.              | Movistar Team         | + 10' 00"       |                 |
| 9.              | Jumbo-Visma           | + 18' 00"       |                 |
| 10.             | UAE Team Emirates     | + 21' 17"       |                 |

| Holdkonkurrence | Holdkonkurrence       | Holdkonkurrence | Holdkonkurrence |
| Hold            | Hold                  | Tid             |                 |
| --------------- | --------------------- | --------------- | --------------- |
| 1.              | Ineos Grenadiers      | 93t 35' 22"     |                 |
| 2.              | Bahrain Victorious    | + 1' 05"        |                 |
| 3.              | Team BikeExchange     | + 2' 15"        |                 |
| 4.              | Trek-Segafredo        | + 3' 59"        |                 |
| 5.              | Deceuninck-Quick Step | + 5' 08"        |                 |
| 6.              | Team DSM              | + 8' 16"        |                 |
| 7.              | EF Education-Nippo    | + 9' 32"        |                 |
| 8.              | Movistar Team         | + 10' 00"       |                 |
| 9.              | Jumbo-Visma           | + 18' 00"       |                 |
| 10.             | UAE Team Emirates     | + 21' 17"       |                 |